# Maragondón
Maragondón es un municipio filipino en la provincia de Cavite.

## Barangayes
Maragondón se divide políticamente a 27 barangayes.
| - Bucal 1 - Bucal 2 - Bucal 3A - Bucal 3B - Bucal 4A - Bucal 4B - Caingin Población - Garita 1A - Garita 1B - Layong Mabilog - Mabato - Pantihan 1 (Balayungan) - Pantihan 2 - Pantihan 3 (Pook na Munti) - Pantihan 4 (Pulo ni Sara) | - Santa Mercedes (Patungan) - Pinagsanhan A (Ibayo) - Pinagsanhan B (Ibayo) - Población 1A - Población 1B - Población 2A - Población 2B - San Miguel A (Caputatan) - San Miguel B (Caputatan) - Talipusngo - Tulay Silangan (Mabacao) - Tulay Kanluran (Mabacao) |

- Datos: Q62776
- Multimedia: Maragondon / Q62776

1. ↑  Worldpostalcodes.org, código postal n.º 4112.